# Burmanniàcies
Burmanniaceae és una família de plantes amb flors monocotiledònies, conté un centenar d'espècies herbàcies en uns 12 gèneres. Són espècies més sovint de color vermell que no pas de color verd. Són espècies micoheterotròfiques. Estan principalment distribuïdes per l'Hemisferi Sud i creixen en ambients ombrívols tropicals. Moltes de les espècies estan amenaçades d'extinció.

## Clades
Burmanniaceae sensu stricto
- Apteria
- Burmannia
- Campylosiphon
- Cymbocarpa
- Dictyostega
- Gymnosiphon
- Hexapterella
- Marthella
- Mierisella

Afrothismia clade
- Afrothismia

TribU Thismieae
- Haplothismia
- Oxygyne
- Thismia
- Tiputinia